# Lepturichthys
Lepturichthys är ett släkte av fiskar. Lepturichthys ingår i familjen grönlingsfiskar.
Kladogram enligt Catalogue of Life:
| Lepturichthys | \| \| Lepturichthys dolichopterus \| \| \| \| \| \| Lepturichthys fimbriata \| \| \| \| |
|               | \| \| Lepturichthys dolichopterus \| \| \| \| \| \| Lepturichthys fimbriata \| \| \| \| |
|               | Lepturichthys dolichopterus                                                             |
|               |                                                                                         |
|               | Lepturichthys fimbriata                                                                 |
|               |                                                                                         |